# Hemibagrus macropterus
Hemibagrus macropterus es una especie de pez de la familia Bagridae en el orden de los Siluriformes.

## Morfología
• Los machos pueden llegar alcanzar los 23,3 cm de longitud total.

## Distribución geográfica
Se encuentra en el río Yangtsé (China).